# Pluviasilva levis
Pluviasilva levis är en insektsart som beskrevs av Naskrecki 2000. Pluviasilva levis ingår i släktet Pluviasilva och familjen vårtbitare. Inga underarter finns listade i Catalogue of Life.